# Supercoppa italiana 2025 (pallamano maschile)
La Supercoppa italiana 2025 sarà la 19ª edizione della Supercoppa italiana di pallamano e si svolgerà il 30 agosto 2025 al PalaCardella di Erice (TP). Essa è organizzata dalla FIGH, la federazione italiana di pallamano.

## Formula
Dopo che per l'edizione del 2023 era stata disputata con la formula della final four, dall'edizione 2024 si ritorna alla finale in gara secca.

## Partecipanti
| Squadre         | Qualificazione               | Partecipazioni precedenti (il grassetto indica la vittoria) |
| --------------- | ---------------------------- | ----------------------------------------------------------- |
| Conversano      | Vincitore del campionato     | 6 (2006, 2009, 2011, 2020, 2021, 2022)                      |
| Cassano Magnago | Vincitore della Coppa Italia | 1 (2021)                                                    |

## Tabellino
| Erice 30 agosto 2025, ore 20:00 | Conversano | – | Cassano Magnago | PalaCardella |